# Atheta triangulum
Atheta triangulum (лат.) — вид жуков из подсемейства Aleocharinae семейства стафилиниды. Палеарктический вид. Сапрофильный вид, распространенный от равнин до средних высот (1000 м). Это очень распространенный хищник, который в основном встречается в разлагающихся растениях.  Мелкие коротконадкрылые жуки. Усики 11-члениковые, прикрепляются у внутреннего края глаз. Средние и задние лапки 5-члениковые (передние 4-члениковые). Челюстные щупики 4-члениковые. Губные щупики состоят из 3 сегментов. Средние тазики сближенные, почти соприкасаются друг с другом.